# Waiting for Duffman
Waiting for Duffman, llamado Esperando al Hombre Duff en Hispanoamérica y En busca de Duffman en España, es un episodio perteneciente a la vigesimosexta temporada de la serie animada Los Simpson, emitido el 15 de marzo de 2015 en EE. UU. El episodio fue escrito por John Frink.  

## Sinopsis
Cuando Duffman se somete a una cirugía de reemplazo de cadera y se retira, la compañía lanza un reality show para encontrar sustituto. Homer gana la competición y accede al puesto de trabajo, donde se le prohíbe beber, ahí se da cuenta de que la cerveza no es tan necesaria como él cree.